# Bluff Dale
Bluff Dale es un lugar designado por el censo ubicado en el condado de Erath en el estado estadounidense de Texas. En el Censo de 2020 tenía una población de 151 habitantes y una densidad poblacional de 184,15 habitantes por km². Fue incluido como CDP en el censo de 2020.

## Geografía
Bluff Dale se encuentra ubicado en las coordenadas 32°20′59″N 98°1′18″O / 32.34972, -98.02167. Según la Oficina del Censo de los Estados Unidos, tiene una superficie total de 0,82 km², todos correspondientes a tierra firme.